# Neoeburnella avocalis
Neoeburnella avocalis är en spindelart som först beskrevs av Rudy Jocqué och Robert Bosmans 1983.  Neoeburnella avocalis ingår i släktet Neoeburnella och familjen täckvävarspindlar.
Artens utbredningsområde är Elfenbenskusten. Inga underarter finns listade i Catalogue of Life.